# Plektruda
Plektruda také Plektrude, Plectrude (latinsky Plectrudis; 650? – 718 Kolín nad Rýnem) byla přibližně od roku 670 manželkou franského vévody a majordoma Pipina II. Prostředního. Od roku 714 do roku 718 byla v nezletilosti svého vnuka Theudoalda regentkou Neustrie. Jejím otcem byl Hugobert, senešal Chlodvíka IV., matkou byla Irmina z Oerenu.

## Životopis
Plektruda je popisována jako politicky aktivní žena s velkým vlivem na svého manžela i jeho vládu. Do dynastie Pipinovců přinesla velký majetek. Během panování Pipina vystupovala jako jeho signatář v každém právním předpisu jim vydaným, což bylo pro tuto dobu neobvyklé.
Spolu s Pipinem měla syny Drogona a Grimoalda, kteří zemřeli dříve než jejich otec, proto před smrtí svého manžela tvrdě usilovala o nástupnictví svého nezletilého vnuka Theudoalda, Grimoaldova syna. Pipinova syna Karla Martela považovala za levobočka, tudíž nelegitimního nástupce. Její záměry se ji podařilo realizovat a tak když Pipin krátce na to zemřel, ihned se v Neustrii ujala moci jako regentka nezletilého vnuka. Tehdejší šlechta však Karla Martela za nelegitimního nepovažovala. Karel Martel se narodil Pipinovi a jeho druhé manželce Alpaidě a šlechtici v tomto období praktikovali a uznávali polygamii. Neustrijská šlechta se proto v roce 715 proti Plektrudě vzbouřila a ve spojení s Radbodem z Fríska ji v bitvě u Compiègne 26. září 715 porazila. Plektruda unikla i s královskou pokladnicí do Kolína nad Rýnem. V roce 716 franský král Chilperich II. spolu se svým majordomem Ragenfridem vedli armádu do Austrasie, poblíž Kolína nad Rýnem, kde přívržence Plektrudy porazili. Plektruda následně uznala Chilpericha franským králem a vzdala se královské pokladnice i nároku svého vnuka na post majordoma.
Plektruda v závěru života vstoupila do kláštera Notre-Dame, který v Kolíně nad Rýnem založila. Krátce nato v roce 718 v klášteře zemřela a byla zde i pohřbena.

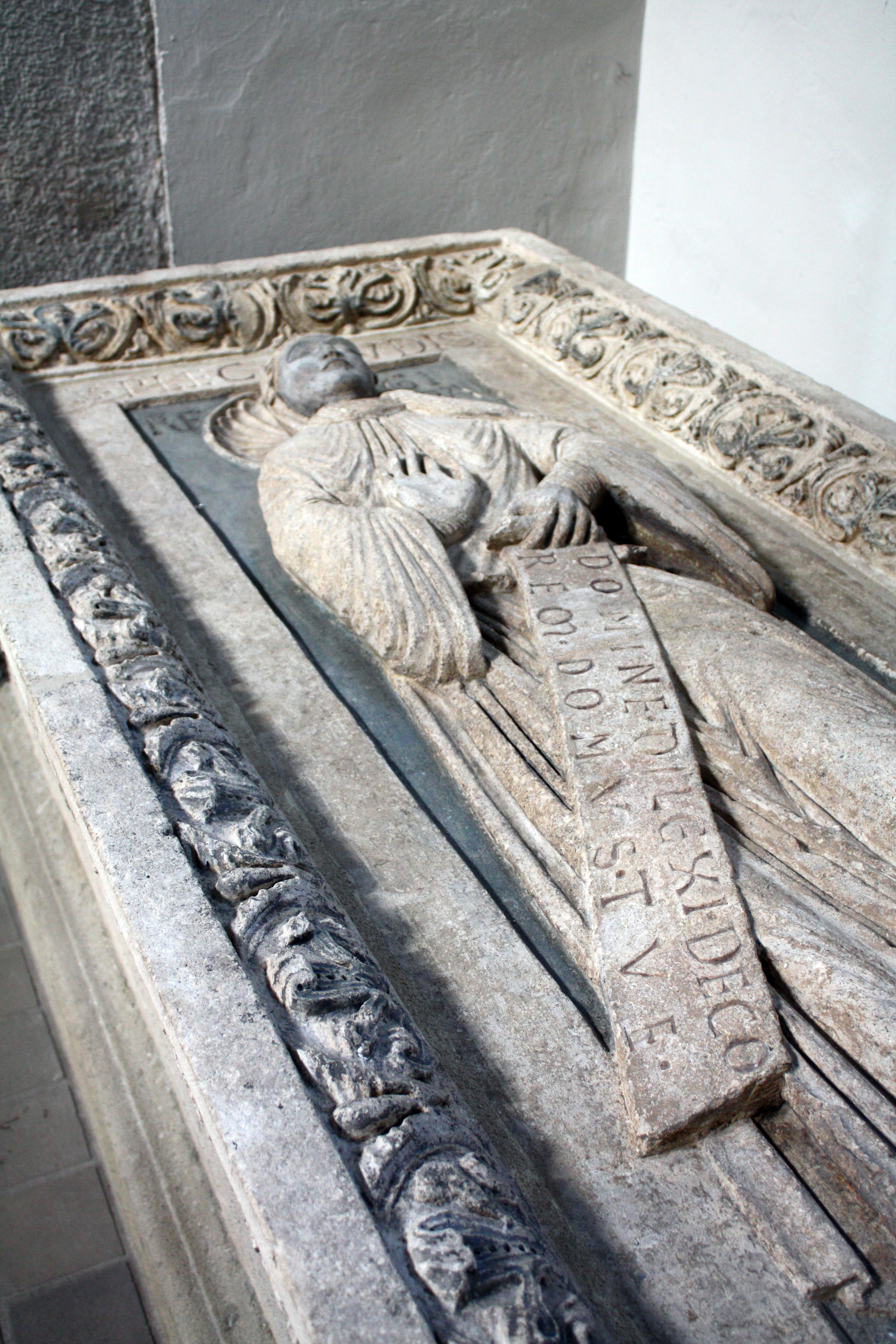
Tumba s reliérem Plektrudy v kostele svaté Marie v Kolíně nad Rýnem